# (32280) Rachelmashal
(32280) Rachelmashal est un astéroïde de la ceinture principale.

## Description
(32280) Rachelmashal est un astéroïde de la ceinture principale. Il fut découvert le 1er août 2000 à Socorro (Nouveau-Mexique) par le projet LINEAR. Il présente une orbite caractérisée par un demi-grand axe de 2,87 UA, une excentricité de 0,02 et une inclinaison de 3,1° par rapport à l'écliptique.

## Compléments